# Tabancura
Tabancura (del mapudungún: Tabun Kura ‘Terreno pedregoso’) es un barrio de la comuna de Vitacura, ubicado en el sector nororiente de Santiago de Chile.

## Toponimia
Viene del mapudungún Tabun: terreno accidentado y cura: piedras de bajo de río. Seguramente hace referencia a que el lecho del río Mapocho al entrar al valle de Santiago hace un meandro entre los Cerros Alvarado y Calán, dejando muchos bolones, una piedra redondeada, clásica en los cursos de agua rápidos de Chile.

## Historia
Desde el Período agroalfarero temprano se encuentran restos en esta zona.La relevancia de estos hallazgos, radica en que modifican notoriamente, la visión de un
patrón de asentamiento con una orientación eminentemente costera para la Tradición Bato;
y confirman un patrón para las prácticas mortuorias de la Tradición Bato, que se diferencia claramente de las del Complejo Llolleo.
De este período también se encontraron túmulos rocosos o “casas de piedra”, en el borde e interior precordillerano, como en la Dehesa y El Arrayán de la cuenca del Mapocho, o Estero Cabeza de León o El Manzano, en el Cajón del Maipo. Carlos Fuenzalida, director de Protege, refiere que en la Quebrada de Ramón  se han encontrado palos quemados en roca, un sitio arqueológico que podría corresponder a un lugar ritual, incluso en la cumbre del cerro de Ramón se han descubierto cerámicas que son claramente utensilios de los habitantes de estas zona.
Tras la invasión inca de 1426 establecieron un camino de las minas que es el actual eje Providencia-Apoquindo-Las Condes-Camino Farellones .Como resultado de la expansión inca, el cacique Huara Huara  (del mapudungun: Huara ‘Estrellas en plural’)  se establece en la orilla sur del río Mapocho, en lo que hoy en día son las zonas de Apoquindo, Vitacura y Lo Barnechea. Bajo el mando de Huara-Huara, estaba el toqui Butacura que era el comandante del ejército. Su vicetoqui era Polobanda. Huara Huara y Polobanda tienen calles en su honor en la comuna de Las Condes. Butacura (del mapudungún: buta kura ‘piedra grande’) dio su nombre a la comuna de Vitacura.
Cuando Inés de Suárez, la mujer que venía con Pedro de Valdivia, ordenó degollar al inca Quilicanta y a siete mitimaes prisioneros, para amedrentar a Michimalonco, el toqui que estaba atacando e incendiando Santiago para rescatar a los caciques, el 11 de septiembre de 1541, no quedó claro si mató al cacique Apoquindo o al cacique del poblado de Apoquindo. No hay registros de un cacique llamado Apoquindo en los distintos relatos. El cacique de esta zona se llamaba Picuncahue y su caserío estaba en lo que es actualmente la Clínica Las Condes en la actualidad.
La fundación de Santiago fue el primer acto de usurpación legal de tierras mapuche, el que fue acompañado por el despojo de los Lof Mapu de los indios Huaicoches (del mapudungún: waykoche ‘Gente que vive en zona de huaicos’) que tenían sus posesiones en las tierras ubicadas en las riberas del Río Mapocho, las que se comenzaron a denominar La Dehesa del Rey. Los huaicoches después del desalojo, fueron llevados a Tango, luego los trasladados a Peñalolén y finalmente se los incorporó al pueblo de indios de Apoquindo.
Entre estos pequeños poblados se encontraban Picuncahue, Lo Fontecilla, Tabancura que pasó a llamarse Las Mercedes, Mollecura, Vitacura, Tobalaba. y por supuesto Apoquindo, donde hoy está Los Domínicos, hasta la Avenida Vital Apoquindo donde está la quebrada.
Al oriente de Santiago había una acequia construida durante la cultura Aconcagua por los mitimaes y el poblado de Apoquindo que se prolongó hasta la nueva ciudad. Cuando el gobernador ordenó recorrer los poblados cordilleranos que se divisaban desde el cerro Huelén se encontraron varios poblados con rucas de quincha, empalizada embarrada y techo de totora que no sobrepasaban las treinta, cercanas a vertientes (Baños de Apoquindo|Vital Apoquindo) y en medio del tupido y frondoso bosque nativo formado por quillayes, peumos, lumas, pataguas, robles y canelos.
A la llegada de los españoles estas tierras pertenecían al cacique del sector Apoquindo  llamado Picuncahue y en ella había gran población indígena. Pedro de Valdivia estableció una encomienda a favor de Inés de Suárez en las posesiones de Apoquindo, de acuerdo a los siguientes términos:

"El Cacique de Apoquindo con todos sus principales e indios sujetos que tienen su asiento en el Valle del Mapocho".
Pedro de Valdivia

Inés de Suárez contrajo matrimonio con Rodrigo de Quiroga, quedando para los descendientes de él, ya que no tuvieron hijos. En el siglo XVIII perteneció a Don Antonio Chacón y Quiroga y luego a su hija Constanza quedando vacante a su muerte en 1717, posteriormente concedida a Don Francisco Antonio Avaria y después dividido en chacras, Apoquindo tocó a Don Juan Bautista Pastene.

### SigloXX
En el sector de Tabancura se encontraba la chacra Esperanza, propiedad de Ruperto Bahamondes. Un gran impulso al desarrollo inmobiliario del sector vino entre los años 1969 y 1970, cuando Luis Alberto Fernández Larraín y socios compraron y lotearon la mencionada chacra, vendiendo una parte de esta para la construcción del Colegio Tabancura. Con el pasar de los años, el antiguo campo se iría urbanizando alrededor del colegio.

## Actualidad
La vida comercial y residencial bulle en el eje conformado por las avenidas Kennedy y Tabancura. En sus cercanías existen importantes centros hospitalarios como la clínica Las Condes y la clínica Tabancura.Importantes centros médicos existen arededor de ellos. Restaurantes famosos existen allí como los Correa o el Tip y Tap. Como ejes paralelos a la avenida Kennedy existen la Avenida Las Hualtatas y la Avenida Vitacura. En las cercanías de esta con la avenida Vitacura existe la mayor profusión de pubs de Santiago de Chile.